# Keep Your Hands Off My Baby
The Loco-Motion Let's Turkey Trot
Keep Your Hands Off My Baby est une chanson écrite par Gerry Goffin et Carole King. Elle a été enregistrée par de nombreux artistes, notamment en 1962 par Little Eva, version qui a atteint la 12e position au palmarès Billboard.

## Reprises

### The Beatles
Pistes inédites de Live at the BBC
Too Much Monkey Business I'll Be on My Way
Les Beatles ont enregistré la chanson au Playhouse Theatre le 22 janvier 1963 pour l'émission radio Saturday Club (en) de la BBC, diffusée pour la première fois quatre jours plus tard. Cette chanson faisait partie de leur répertoire durant leur première tournée britannique en février 1963. Elle a été incluse dans la compilation Live at the BBC, publiée en 1994, avec l'ajout d'une introduction à la batterie qui n'était pas présente sur l'enregistrement originel.

#### Personnel
- John Lennon — chant, guitare rythmique
- Paul McCartney — chœur, guitare basse
- George Harrison — chœur, guitare solo
- Ringo Starr — batterie[1]

### Autres versions
Plusieurs autres artistes ont enregistré la chanson dont Kirsty MacColl (1981), Helen Shapiro, Lindisfarne, Skeeter Davis, The Trashmen, Ol' 55 (en) et Wayne Fontana (en).